# 5931 Жванецький
5931 Жванецький (5931 Zhvanetskij) — астероїд головного поясу, відкритий 1 квітня 1976 року.
Тіссеранів параметр щодо Юпітера — 3,103.
Названо на честь відомого сатиричного письменника Михайла Жванецького, почесного громадянина Одеси, президента всесвітнього клубу одеситів.